# Mazong Shan
Mazong Shan är ett berg i Kina. Det ligger i provinsen Gansu, i den nordvästra delen av landet, omkring 840 kilometer nordväst om provinshuvudstaden Lanzhou. Toppen på Mazong Shan är 2 584 meter över havet.
Mazong Shan är den högsta punkten i trakten. Trakten runt Mazong Shan är nära nog obefolkad, med mindre än två invånare per kvadratkilometer. Det finns inga samhällen i närheten. Trakten runt Mazong Shan är ofruktbar med lite eller ingen växtlighet.
Genomsnittlig årsnederbörd är 114 millimeter. Den regnigaste månaden är juni, med i genomsnitt 39 mm nederbörd, och den torraste är mars, med 1 mm nederbörd.